# نهائيات كأس العالم (كرة القاعدة)
نهائيات كأس العالم هي بطولة سنوية لـدوري كرة القاعدة الرئيسي يتنافس فيها أبطال الدوري الأمريكي والدوري الوطني منذ 1903. ويتحدد الفائز ببطولة كأس العالم من خلال مباريات سبع ويُمنح كأس المفوض ولما كانت تقام سلسلة المباريات في أكتوبر، فإن دوري كرة القاعدة الرئيسي يشير إليها أيضًا باسم «كلاسيكيات الخريف». وفاز فريق لوس أنجلوس دودجرز بآخر نهائيات عالمية بعد أن هزم تامبا باي رايز في نتيجة المباريات الست سنة 2020.
وشارك فريق نيويورك يانكيز التابع للدوري الأمريكي 40 مرة في نهائيات كأس العالم نال فيها 27 بطولة، أما فريق أوكلاند/فيلادلفيا أثليتيكس فشارك في 14 بطولة وحصل على اللقب تسع مرات، وأما فريق بوسطون ريد سوكس فشارك في 12 وفاز سبع مرات من بينها أول نهائي لهذا الكأس. ومن بين فرق الدوري الوطني، شارك فريق سانت لويز كاردينالز في 14 بطولة وفاز باللقب 11 مرة، بينما شارك فريق سان فرانسيسكو ونيويورك جيانتس وفريق لوس أنجلوس وبروكلين دودجرز 18 مرة فازوا منها بست بطولات.

## معرض صور

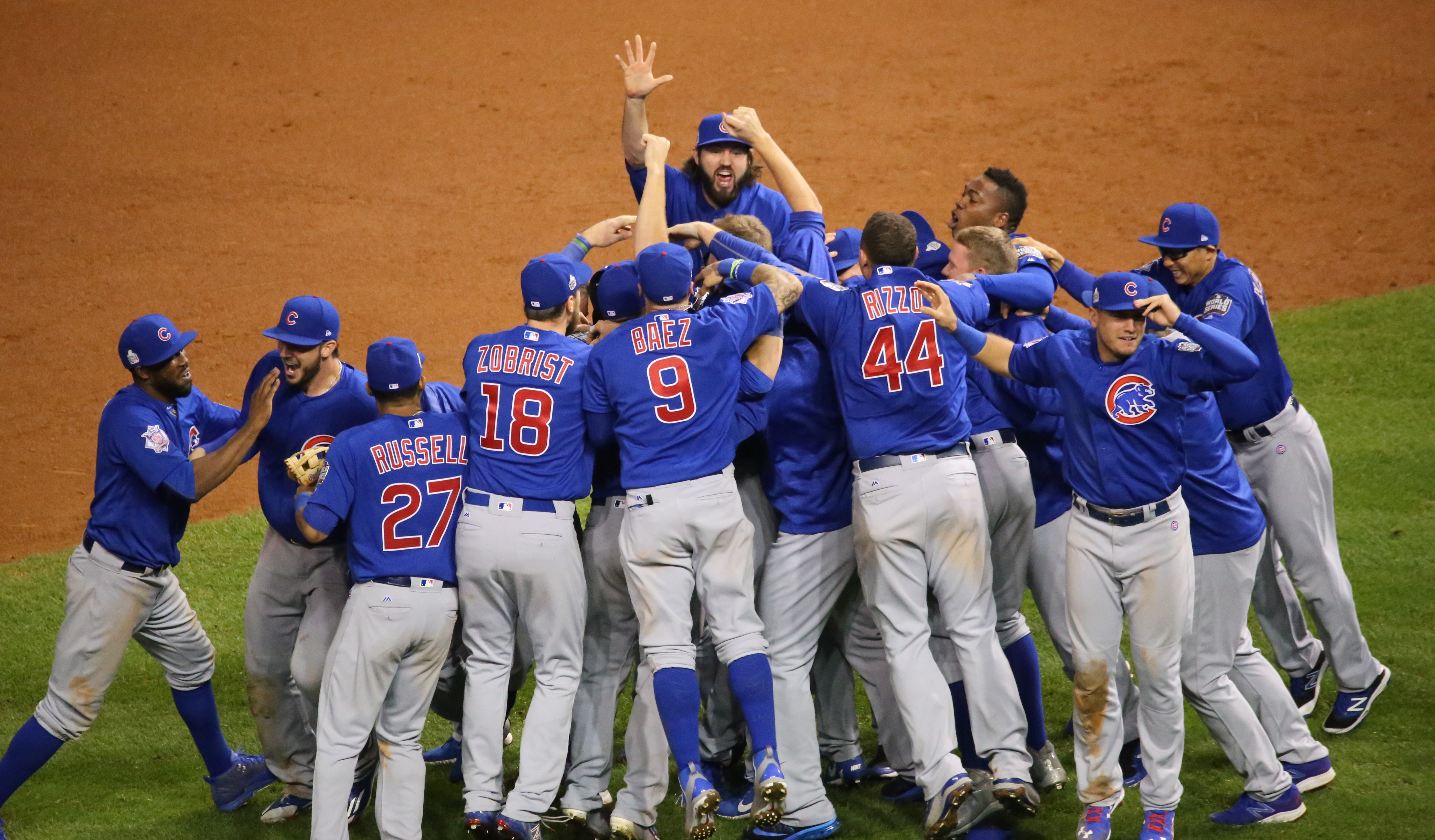
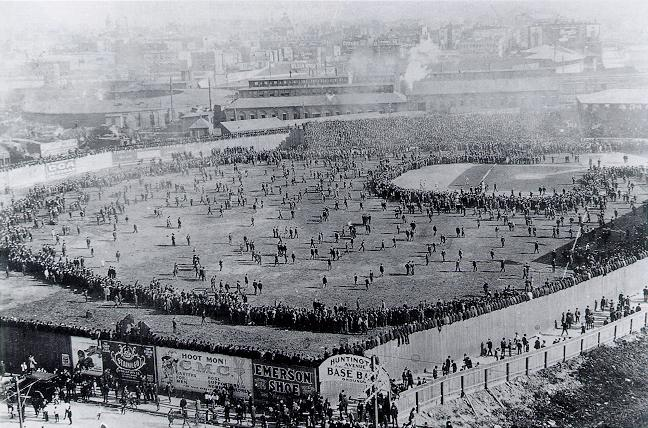
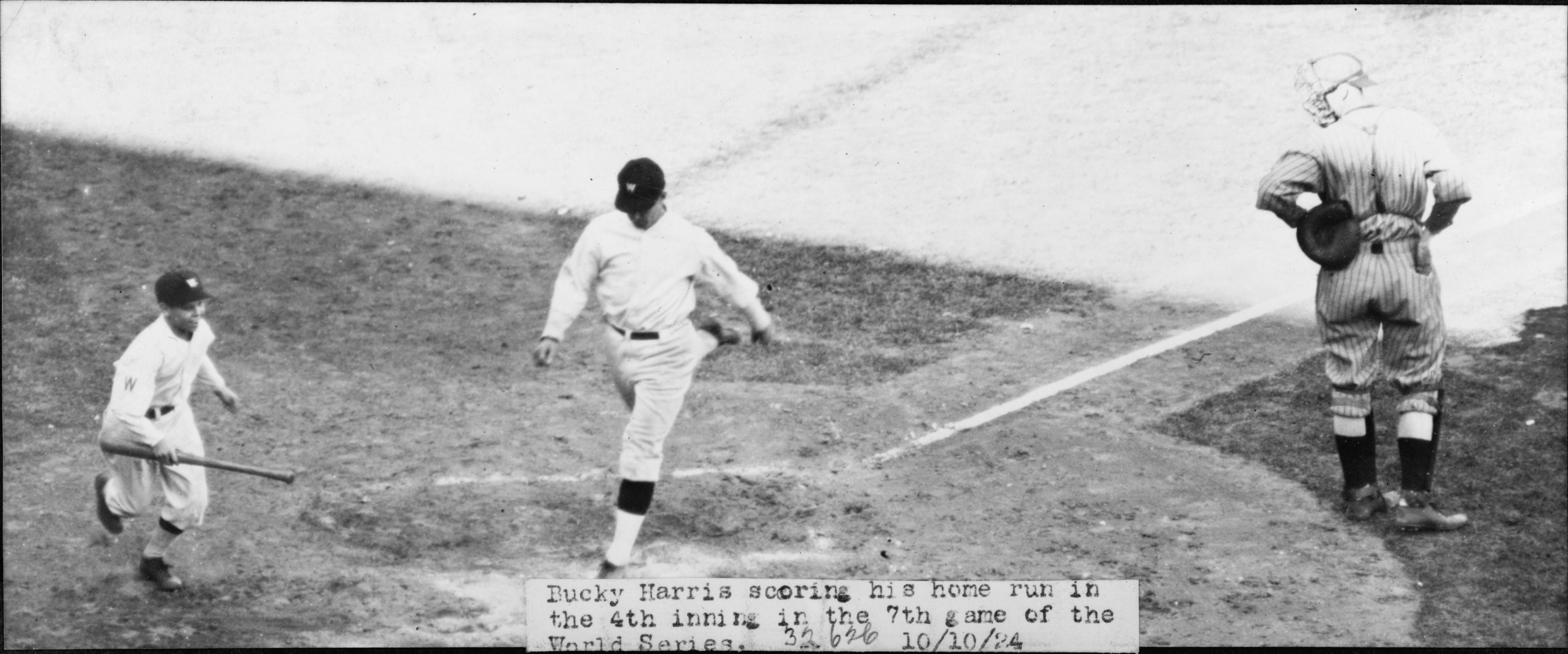
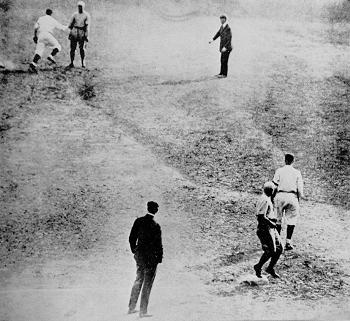
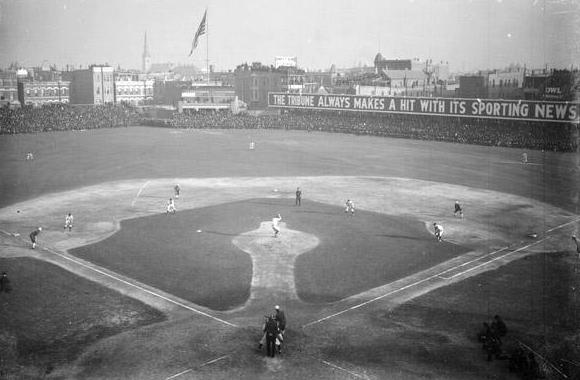

## وصلات خارجية
- WorldSeries.com – Official Website